# PiSi
PiSi (тур. кошечка) — формат хранения и передачи пакетов, используется дистрибутивом Pardus.

## Особенности
Использует формат сжатие lzma. Система управления пакетами, скрипты конфигурации пакетов написаны на Python. Файл спецификации пакетов написаны на XML, файлы содержащие сборку на Python. Поддерживается соблюдение зависимостей и конфликтов. Начиная с Pardus 2009, большие по объему пакеты передаются, как разница между установленным и новым.